# هربرت ويلسون أرسكين
هربرت ويلسون أرسكين (بالإنجليزية: Herbert Wilson Erskine)‏ هو محامي وقاضي أمريكي، ولد في 27 أغسطس 1888، وتوفي في 18 مارس 1951.